# Hohe Derst
Le Hohe Derst est une basse montagne s'élevant à 561 mètres d'altitude dans la forêt palatine. Il fait partie de la Vasgovie (allemand : Wasgau) et est le point culminant de la forêt du Mundat.

## Géographie
Le Hohe Derst est situé dans le district des communautés locales de Böllenborn et Oberotterbach au-dessus du hameau de Reisdorf, à cinq kilomètres au sud-ouest de la ville de Bad Bergzabern.
La route nationale 492 fait le tour de la montagne et il y a un parking pour les randonneurs.

## Histoire
La ligne principale fortifiée de la ligne Siegfried construite à partir de 1938 passait dans le secteur du Hohe Derst entre Oberotterbach à l'est et Bundenthal à l'ouest.
Le Hohe Derst a été l'objet de combats en 1945 pendant la Seconde Guerre mondiale.
La montagne marque l'extrême nord de la forêt de l'Obermundat (allemand : Oberer Mundatwald), qui était sous administration française de 1946 à 1986,.
Depuis le 6 juin 2020, une pierre commémorative se trouve au sommet pour commémorer l'explosion d'une mine terrestre le 18 avril 1948 ayant tué deux personnes faisant une randonnée.

## Constructions
Au sommet du Hohen Derst se trouve une tour radio militaire. Elle a été initialement utilisée par l'OTAN, abandonnée après la fin de la guerre froide et est encore utilisée aujourd'hui par un fournisseur de téléphonie mobile et les services d'urgence.
Un peu en dessous du sommet se trouve un système de diffusion pour Südwestrundfunk, qui fournissait autrefois de grandes parties du sud du Palatinat (allemand : Südpfalz) et de la Vasgovie en télévision analogique et qui était éteint lors du basculement DVB-T.
Des stations de radio étaient également prévues ici pour alimenter cette zone avec les programmes de Rhénanie-Palatinat de SWR1 Rheinland-Pfalz et SWR4 Rheinland-Pfalz, qui ne seraient autrement pas recevables dans la région, mais cela ne s'est pas produit.
L'ensemble DAB SWR RP sera diffusé depuis cet endroit à partir de 2021.

## Tourisme

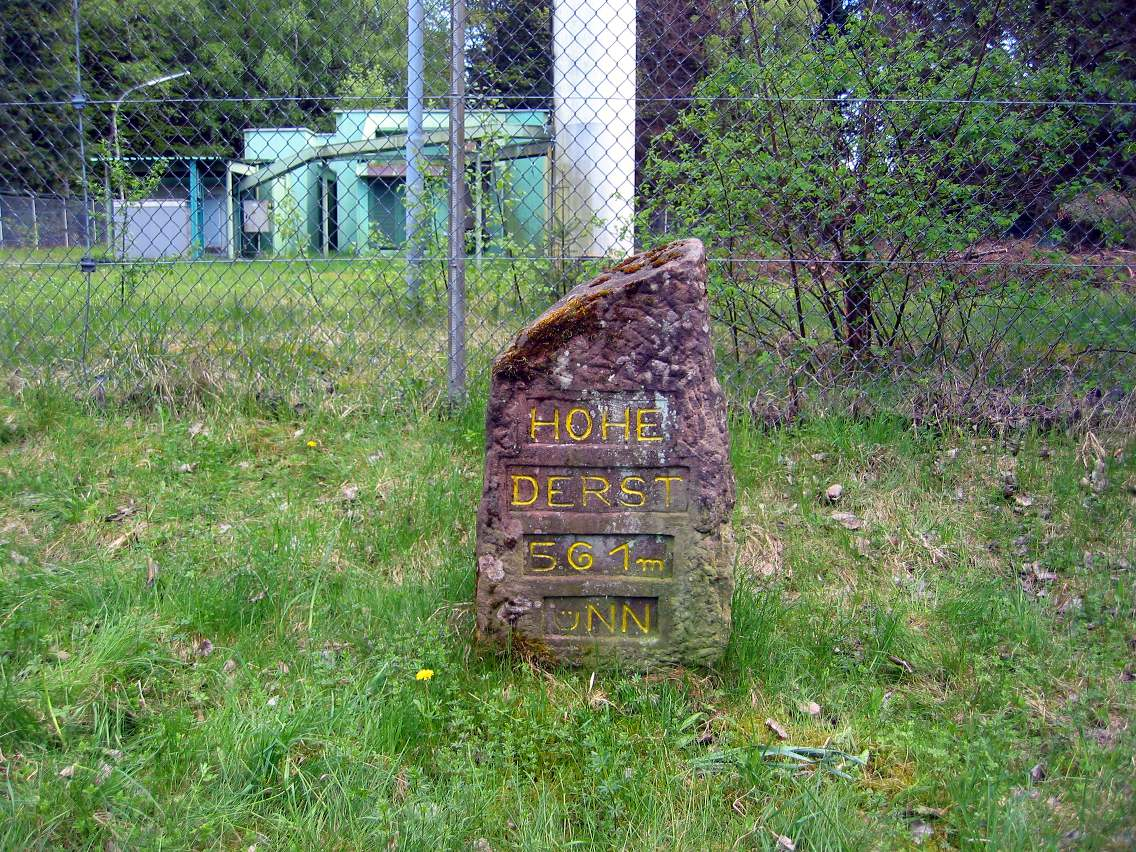
Le Ritterstein au sommet du Hohe Derst.

Des sentiers de randonnée balisés par le Pfälzerwald-Verein (français : Club de la forêt palatine) mènent au Hohe Derst depuis Böllenborn, Dörrenbach, Oberotterbach, Schweigen-Rechtenbach et Sankt Germanshof.
Le sommet est marqué par le Ritterstein (français : Pierre du Chevalier) no 301.
Les ruines du château de Guttenberg se trouvent à un peu moins d'un kilomètre au sud de la montagne.